# Anneli Sauli
Anneli Sauli (Pyhäjoki, 6 de agosto de 1932 - Helsinki, 15 de marzo de 2022) fue una actriz finlandesa. Apareció en más de 40 películas desde 1953. Protagonizó la película Miriam, que se inscribió en el 8.º Festival Internacional de Cine de Berlín. Desde finales de la década de 1950 hasta principios de la década de 1960, vivió y trabajó en Alemania Occidental bajo el nombre de Ann Savo.
Sauli era hija de padre romaní finlandés, Valdemar Schwartz, y madre finlandesa, Salli Maria Heikkilä.

## Filmografía

### Cine
| Año  | Título                                  | Director                                              | Papel                | Nota         |
| ---- | --------------------------------------- | ----------------------------------------------------- | -------------------- | ------------ |
| 1953 | Me tulemme taas                         | Armand Lohikoski                                      | Katri Karkela        |              |
| 1953 | Hilja - maitotyttö                      | T.J. Särkkä                                           | Hilja                |              |
| 1954 | Minä soitan sinulle illalla             | Armand Lohikoski                                      | Seija Vaara          |              |
| 1954 | Pekka ja Pätkä lumimiehen jäljillä      | Armand Lohikoski                                      | Katriina Sirkkunen   |              |
| 1954 | Kaksi vanhaa tukkijätkää                | Ossi Elstelä                                          | Liisa Saarinen       |              |
| 1955 | Kukonlaulusta kukonlauluun              | Aarne Laine                                           | Eliina Kivistö       |              |
| 1955 | Kaunis Kaarina                          | Ossi Elstelä                                          | Kaarina              |              |
| 1956 | Jokin ihmisessä                         | Aarne Tarkas                                          | Osmi                 |              |
| 1957 | Risti ja liekki                         | Armand Lohikoski                                      | Mirjam Raakelintytär |              |
| 1957 | 1918                                    | T.J. Särkkä                                           | Essi Söderman        |              |
| 1957 | Ingen morgondag                         | Arne Mattsson                                         | Modelo del artista   |              |
| 1957 | Miriam                                  | William Markus                                        | Miriam               |              |
| 1958 | Kahden ladun poikki                     | Armand Lohikoski                                      | Anna                 |              |
| 1958 | Autuas eversti                          | William Markus                                        | Senja                |              |
| 1958 | Unruhige Nacht                          | Falk Harnack                                          | Ljuba                |              |
| 1959 | Ei ruumiita makuuhuoneeseen             | Aarne Tarkas                                          | Dolores Gonzales     |              |
| 1959 | Zurück aus dem Weltall                  | Ver listaGeorges Friedland Martin Nosseck             | Ara                  |              |
| 1959 | Salem Aleikum                           | Géza von Cziffra                                      | Tachal               |              |
| 1960 | Frau Warrens Gewerbe                    | Ákos Ráthonyi                                         | Mary                 |              |
| 1960 | Lumisten metsien tyttö                  | William Markus                                        | Tarja Mäenpää        |              |
| 1960 | Weit ist der Weg                        | Wolfgang Schleif                                      | Manuela              |              |
| 1961 | Die toten Augen von London              | Alfred Vohrer                                         | Fanny Weldon         |              |
| 1962 | Das Mädchen und der Staatsanwalt        | Jürgen Goslar                                         | Taquígrafa judicial  |              |
| 1962 | Frauenarzt Dr. Sibelius                 | Rudolf Jugert                                         | Gitta Hansen         |              |
| 1962 | Das Testament des Dr. Mabuse            | Werner Klingler                                       | Wackel-Heidi         |              |
| 1964 | Der Hexer                               | Alfred Vohrer                                         | Jean Osbourne        |              |
| 1964 | Raportti eli balladi laivatytöistä      | Maunu Kurkvaara                                       | Vuokko               |              |
| 1964 | X-paroni                                | Ver listaRisto Jarva Jaakko Pakkasvirta Spede Pasanen | Lechera              |              |
| 1964 | Das 7. Opfer                            | Franz Josef Gottlieb                                  | Yo Ma                |              |
| 1965 | Ein Ferienbett mit 100 PS               | Wolfgang Becker                                       | Doris Weimann        |              |
| 1965 | Onnenpeli                               | Risto Jarva                                           | Leena                |              |
| 1966 | Käpy selän alla                         | Mikko Niskanen                                        | Estrella invitada    |              |
| 1968 | Äl' yli päästä perhanaa                 | Matti Kassila                                         | Lechera              |              |
| 1970 | Baltutlämningen                         | Johan Bergenstråhle                                   |                      |              |
| 1988 | Petos                                   | Taavi Kassila                                         | Irja Haartman        |              |
| 1993 | Mateli - Säkeitä runonlaulajan elämästä | Antti Lindqvist                                       | Kypsä Mateli         | Cortometraje |
| 1998 | Armon aika                              | Jaakko Pyhälä                                         | Sra. Frosterus       |              |
| 2000 | Polkupyörällä ajaminen on tarpeellista  | Sökö Kaukoranta                                       |                      | Cortometraje |
| 2002 | Mies vailla menneisyyttä                | Aki Kaurismäki                                        | Dueña de bar         |              |
| 2002 | Kunniavelka                             | Armas K. Baltzar                                      | Etla                 | Cortometraje |
| 2007 | Ganes                                   | Jukka-Pekka Siili                                     | Sibyl                |              |
| 2008 | Myrsky                                  | Kaisa Rastimo                                         | Comerciante rural    |              |
| 2009 | Kohtaamisia                             | Saara Cantell                                         | Martta               |              |
| 2011 | Elma & Liisa                            | Ver listaPamela Tola Pihla Viitala                    |                      | Cortometraje |
| 2023 | Sisarukset                              | Saara Cantell                                         | Tía Sirkka           |              |

### Televisión
| Año       | Título                      | Papel                | Nota                   |
| --------- | --------------------------- | -------------------- | ---------------------- |
| 1964      | Liebeshändel in Chioggia    | Lucietta             | Película de TV         |
| 1964      | Casanova wider Willen       | Pequeña Paulette     | Película de TV         |
| 1964      | Das Kaffeehaus              | Lisaura              | Película de TV         |
| 1965      | Ruusuinen hetki             |                      | Película de TV         |
| 1965      | Agentti 000 ja hra K. Sormi | Agente 00-SEX        | Película de TV         |
| 1965      | Naurukierukka               | Madre                | Película de TV         |
| 1966      | Pahakabinetti               |                      | Serie; 1 episodio      |
| 1967      | Pekka ja intiaani           | Madre                | Película de TV         |
| 1967      | Sköna Helena                | Leona                | Película de TV         |
| 1988      | Annan ja Vasilin rakkaus    | Mujer en la estación | Miniserie; 1 episodio  |
| 1990      | Janne Kuutio                |                      | Película de TV         |
| 1990      | Rivitaloelämää              | Eila Swartz          | Serie; 1 episodio      |
| 1991      | Oresteia                    | Egisto               | Miniserie; 2 episodios |
| 1993      | Tuntemattomalle jumalalle   | Leski                | Miniserie; 5 episodios |
| 1999-2000 | Hovimäki                    | Maria                | Serie; 17 episodios    |
| 2004-2006 | Käenpesä                    | Elina Perä           | Serie; 4 episodios     |
| 2013      | Taivaan tulet               | Elina Hallman        | Serie; 3 episodios     |
| 2014      | Kiiltokuvia                 | Johanna Linnavuori   | Serie; 10 episodios    |
| 2020      | Syke                        | Annaliisa Sievänen   | Serie; 2 episodios     |